# Bassenheim
Bassenheim là một xã thuộc district Mayen-Koblenz, trong bang Rheinland-Pfalz, phía tây nước Đức. Xã Bassenheim có diện tích 14,76 km², dân số thời điểm ngày 31 tháng 12 năm 2006 là 2914 người. Xã này thuộc Verbandsgemeinde ("xã tập thể") Weißenthurm.